# Alden Ehrenreich
Alden Caleb Ehrenreich (Los Angeles, Kalifornia, 1989. november 22. –) amerikai színész.
Első fontosabb filmes szerepét Francis Ford Coppola Tetro című 2009-es filmjében kapta. A rendező 2011-es, Mostantól napkeltéig című filmjében is szerepelt. 2013-ban Woody Allennel dolgozott együtt a Blue Jasmine-ban. Igazán ismertté azután vált, hogy bejelentették, ő játssza a Solo: Egy Star Wars-történet (2018) című Csillagok háborúja-filmben a címszereplőt.

## Élete és pályafutása
Los Angelesben született, Sari Newmann belsőépítész és Mark Ehrenreich könyvelő egyetlen gyermekeként. Nevét Phil Alden Robinson filmrendező után kapta. Alden zsidó származású, ősei között zsidó származású osztrák, magyar, orosz és lengyel emigránsok is találhatóak. A New York Egyetemen tanult színésznek, de nem fejezte be a szakot.
Az ifjú színészt Steven Spielberg fedezte fel egy bar-micvó ünnepségen, ezt követően kisebb sorozatbéli szerepeket kapott, olyan produkciókban mint az Odaát vagy a CSI: A helyszínelők. 2007-ben elindult Bennie Tetrocini szerepéért Francis Ford Coppola Tetro című filmjében, és el is nyerte azt. Alakítása pozitív kritikai visszhangot keltett. Coppolával később is dolgozott együtt a Mostantól napkeltéig-ben, ahogyan lányával, a szintén filmrendező Sofia Coppolával is.
2013-ban a Lenyűgöző teremtményekben alakította Ethan Wate-et, és Pak Csanvuk Vonzások című filmjében is szerepet kapott, mint Whip Taylor. Ezután Cate Blanchett mostohafiát alakította Woody Allen Blue Jasmine című drámájában. 2016-ban szélesebb körben is ismertté vált, miután immáron a főszereplők közé került a Coen testvérek Ave, Cézár! című történelmi témájú vígjátékában, ahol többek között Josh Brolin, George Clooney és Scarlett Johansson oldalán játszhatott. Alakítása itt is elnyerte a kritikusok elismerését, valamint számos díjra jelölték, bár végül egyet sem nyert el. Még ebben az évben két további nagyobb produkcióban is feltűnt, Warren Beatty Kivétel és szabály című romantikus drámájában, valamint a The Yellow Birds-ben, ahol Tye Sheridan, Jack Huston és Jennifer Aniston mellett volt látható.
2016-ban bekerült aközé a néhány színész közé, akiket beválogattak a készülő Solo: Egy Star Wars-történet című Csillagok háborúja szuperprodukcióra, amely a legendás Han Solo karakterének előzményeit meséli el. 2016. május 5-én hivatalosan is bejelentették, hogy Ehrenreich kapta meg Solo szerepét. Ehrenreich-al eleinte nem voltak teljes mértékben megelégedve a Lucasfilm vezetői, ezért színészeti segítőt kapott maga mellé, valamint olykor maga Harrison Ford is jelen volt a forgatáson, hogy segítse őt Han Solo karakterének lehető leghitelesebb megformálásában. A filmben olyan színészekkel játszik együtt, mint Woody Harrelson, Emilia Clarke, Paul Bettany vagy Donald Glover.

## Filmográfia

### Film
| Év   | Magyar cím                   | Eredeti cím              | Szerep                                     | Magyar hang      | Rendező                   |
| ---- | ---------------------------- | ------------------------ | ------------------------------------------ | ---------------- | ------------------------- |
| 2009 |                              | Tetro                    | Bennie Tetrocini                           |                  | Francis Ford Coppola (1.) |
| 2010 | Made in Hollywood            | Somewhere                | színész a partin (stáblistán nem szerepel) |                  | Sofia Coppola             |
| 2011 | Mostantól napkeltéig         | Twixt                    | Flamingo                                   |                  | Francis Ford Coppola (2.) |
| 2013 | Lenyűgöző teremtmények       | Beautiful Creatures      | Ethan Wate                                 | Előd Álmos       | Richard LaGravenese       |
| 2013 | Vonzások                     | Stoker                   | Whip Taylor                                | Fehér Tibor      | Pak Csanvuk               |
| 2013 | Blue Jasmine                 | Blue Jasmine             | Danny Francis                              | Fehér Tibor      | Woody Allen               |
| 2013 |                              | Teenage (dokumentumfilm) | tinédzser az 1940-es években               |                  | Matt Wolf                 |
| 2015 |                              | Running Wild             | Eli                                        |                  | Melanie Shaw              |
| 2016 | Ave, Cézár!                  | Hail, Caesar!            | Hobie Doyle                                | Fehér Tibor      | Joel és Ethan Coen        |
| 2016 | Kivétel és szabály           | Rules Don't Apply        | Frank Forbes                               | Czető Roland     | Warren Beatty             |
| 2017 | Sivatagi madarak             | The Yellow Birds         | Brandon Bartle                             | Makrai Gábor     | Alexandre Moors           |
| 2018 | Solo: Egy Star Wars-történet | Solo: A Star Wars Story  | Han Solo                                   | Minárovits Péter | Ron Howard                |
| 2023 | Mindent szabad               | Fair Play                | Luke                                       | Fehér Tibor      | Chloe Domont              |
| 2023 | Kokainmedve                  | Cocaine Bear             | Eddie                                      | Fehér Tibor      | Elizabeth Banks           |
| 2023 | Oppenheimer                  | Oppenheimer              | szenátusi titkár                           | Baráth István    | Christopher Nolan         |
| 2025 | Fegyverek                    | Weapons                  | Paul Morgan                                | Blahó Gergely    | Zach Cregger              |

Rövidfilmek
| Év   | Cím          | Szerep          |
| ---- | ------------ | --------------- |
| 2008 | Switcheroo!  | Dan             |
| 2009 | Greased      | Ben             |
| 2010 | Ten Fingers  | Harry           |
| 2011 | A Dentist    | Alan Goldenberg |
| 2013 | Maple Leaves | Jesse           |

### Televízió
| Év   | Magyar cím          | Eredeti cím                    | Szerep           | Megjegyzések                                            |
| ---- | ------------------- | ------------------------------ | ---------------- | ------------------------------------------------------- |
| 2005 | Odaát               | Supernatural                   | Ben Collins      | - 1 epizód (Fenevad) - magyar hangja: - Szvetlov Balázs |
| 2006 | CSI: A helyszínelők | CSI: Crime Scene Investigation | Sven             | 1 epizód                                                |
| 2020 | Szép új világ       | Brave New World                | John, a Vadember | főszereplő (9 epizód)                                   |
| 2025 | Vasszív             | Ironheart                      | Joe McGillicuddy | - minisorozat - magyar hangja: - Blahó Gergely          |

## Fordítás
- Ez a szócikk részben vagy egészben  az   Alden Ehrenreich című angol Wikipédia-szócikk ezen változatának fordításán alapul.  Az eredeti cikk szerkesztőit annak laptörténete sorolja fel. Ez a jelzés csupán a megfogalmazás eredetét és a szerzői jogokat jelzi, nem szolgál a cikkben szereplő információk forrásmegjelöléseként.